# Radoslav Procházka
Radoslav Procházka (ur. 31 marca 1972 w Bratysławie) – słowacki prawnik, polityk i wykładowca akademicki, poseł do Rady Narodowej.

## Życiorys
Studiował na Wydziale Prawa Uniwersytetu Komeńskiego w Bratysławie, następnie zaś na studiach doktoranckich w Yale Law School w USA. Pracował jako doradca Przedstawicielstwa Komisji Europejskiej na Słowacji w Bratysławie, a także jako wykładowca na Wydziale Prawa Uniwersytetu Trnawskiego. Podjął również własną praktykę adwokacką.
W 2010 został wybrany na posła do Rady Narodowej z ramienia KDH. W 2012 z powodzeniem ubiegał się o reelekcję. Odszedł następnie z partii chadeckiej.
W 2014 kandydował bez powodzenia jako niezależny w wyborach prezydenckich, otrzymując około 404 tys. głosów (21,2%) i zajmując w pierwszej turze 3. miejsce. Zrezygnował w międzyczasie z mandatu poselskiego. Założył następnie nowe ugrupowanie pod nazwą SIEŤ, obejmując w nim funkcję przewodniczącego. W wyborach w 2016 ponownie wybrany na posła. W sierpniu tegoż roku na funkcji przewodniczącego partii zastąpił go Roman Brecely, a ugrupowanie opuściło większość jego parlamentarzystów. Wkrótce złożył mandat poselski, a po nieudanym ubieganiu się o funkcję sędziego Trybunału Sprawiedliwości Unii Europejskiej zapowiedział powrót do praktyki prawniczej.